# Hendrick de Meijer

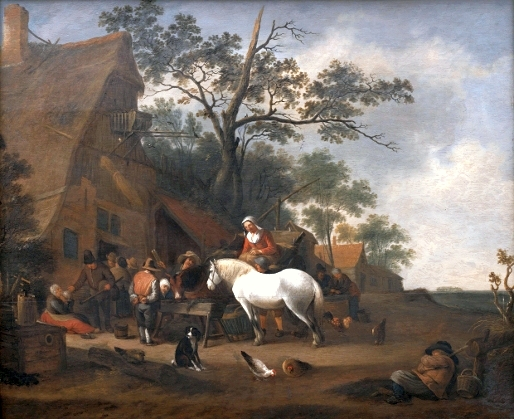
Am Inn

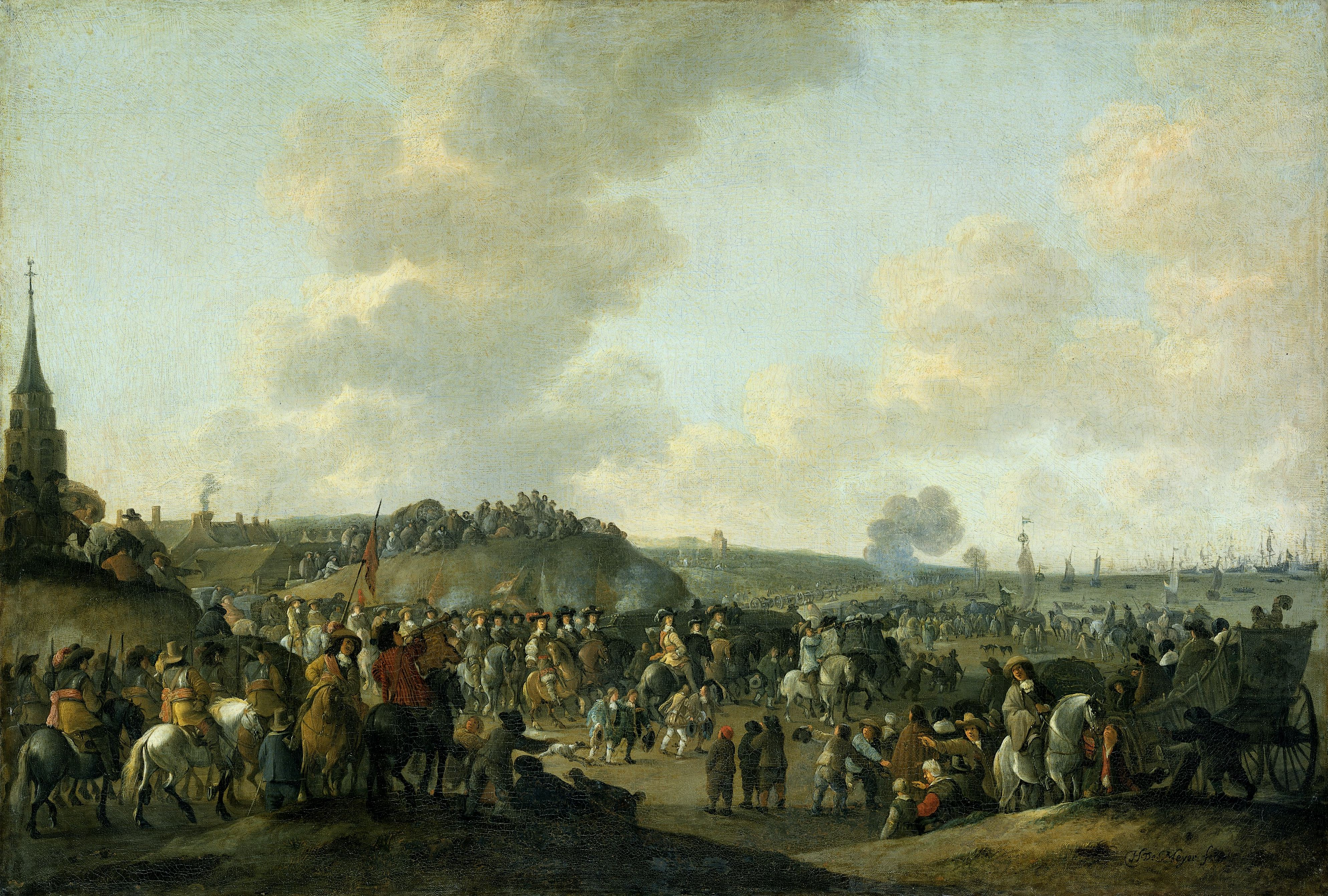
Die Abreise von Karl II. von England aus Scheveningen

Hendrick de Meijer (1620–1689) war ein Landschaftsmaler des Goldenen Zeitalters der Niederlande.
Meijer wurde 1620 in Rotterdam geboren. Über sein Leben ist nur wenig bekannt. Er hatte einen Sohn namens Cornelius, welcher ebenfalls Landschaftsmaler war. Hendrick de Meijer wird vom Niederländischen Institut für Kunstgeschichte als Landschaftsmaler eingestuft (auch Strandbilder oder Winterlandschaften) und gehört zur „Albert-Cuyp-Schule“.
Er ist bekannt für seine datierten Arbeiten. Darunter Die Abreise Karls II. von England aus Scheveningen (Het vertrek van Karel II van Engeland uit Scheveninge) oder Die Eroberung der Stadt Hulst (De verovering van de stad Hulst), an die Stadt Hulst übergeben am 5. November 1645.